# لغز إدوين درود (فلم 1993)
لغز إدوين درود هو فيلم أنتج عام 1993، وهو الفيلم الرابع المقتبس عن رواية تشارلز ديكنز غير المكتملة التي صدرت عام 1870 والتي تحمل نفس الاسم. كان هذا هو الفيلم الأخير لباري إيفانز.

## الشخصيات
- روبرت باول في دور جون جاسبر
- جوناثان فيليبس في دور إدوين درود
- بيتر باسي في دور سيبتيموس كريسباركل
- نانيت نيومان في دور السيدة كريسباركل
- فريدي جونز بدور سابسيا
- جيما كرافن في دور الآنسة توينكلتون
- مارك سيندن في دور السيد هانيثندر
- روزماري ليتش في دور السيدة توب
- جلين هيوستن في دور غروغيوس
- أندرو ساكس في دور دوردلز
- باري إيفانز في دور بازارد
- رونالد فريزر بدور العميد
- فينتي ويليامز في دور روزا